# Перемпторна норма
Перемпторна норма (позната и као ius cogens, латински израз за обавезујуће право) је фундаментални принцип (или норма) међународног права за који се сматра да је свеприхваћен у међународној заједници. За разлику од обичајног права које је традиционално захтевало пристанак и дозвољавало измене кроз конвенције, перемпторне норме не могу бити прекршени од било које државе. По Бечкој конвенцији о уговорном праву, свака конвенција која крши јус когенс норму је ништава. Бечка конвенција дозвољава настанак нових норми, али сама не предвиђа ниједну (видети члан. 53 конвенције).
Број норми се сматра ограниченим али нигде није направљен прецизан списак. Ове норме проистичу из случајева из праксе и промене друштвених и политичких прилика. Генерално се оваквим нормама сматрају забрана агресорског рата, злочина против човечности, ратних злочина, пиратерије, геноцида, ропства и мучења. 
Постоје и мишљења која се не слажу са поделом међународних правних норми у хијерархијски систем. Постоји и спор око начина установљавања и признавања ових норми. Релативно нов концепт јус когенса је у супротности са старом доктрином државног суверенитета који опет никад није био признат у апсолутном облику од стране теорије. 
Неке од перемпторних норми дефинишу кривична дела за која су одговорни и појединци, а не само државе. Ово је посебно постало присутно од времена нирнбершких суђења и данас више није контроверзно, иако на самим суђењима није било говора о перемпторним нормама већ пре о свеопштој неприхватљивости нацистичких злочина. 
Чести су спорови око тога да ли конкретан догађај крши неку јус когенс норму. Као и у другим правним областима, државе у принципу за себе резервишу право процене.